# Berindu, Cluj
Berindu (în maghiară Berend) este un sat în comuna Sânpaul din județul Cluj, Transilvania, România.
Altitudinea medie: 481 m.

## Istoric
În Evul Mediu sat preponderent românesc, aparținând domeniului funciar al familiei Mikola. Denumirea localității provine de la berendei, populație cu rosturi militare colonizată în Transilvania în secolele XI-XII. În anii 1761-1762, odată cu desființarea mănăstirii ortodoxe din Berindu de către trupele generalului Adolf von Buccow, a avut loc abandonarea vechii vetre a satului și mutarea așezării pe vatra actuală. Potrivit tradiției locale, vechea vatră a satului a fost situată „în partea de răsărit a hotarului, înspre satele vecine Băbuț și Vechea, parte de hotar numită și astăzi Pustă”.

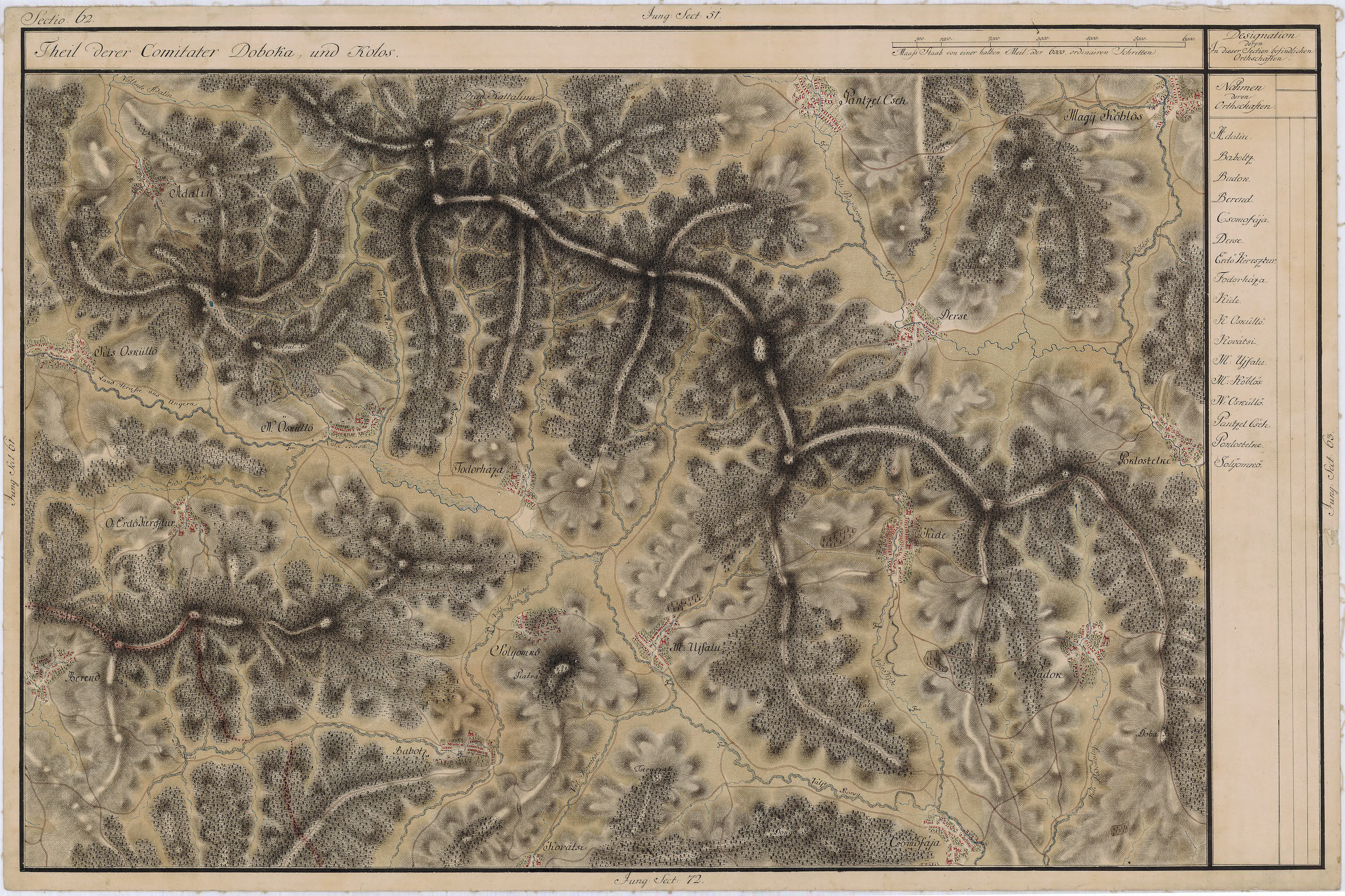
Berindu pe Harta Iosefină a Transilvaniei, 1769-1773

## Demografie
La recensământul din 1930 au fost înregistrați 849 locuitori, dintre care 830 români, 11 țigani, 6 maghiari și 2 evrei. Sub aspect confesional populația era alcătuită din 823 greco-catolici, 16 baptiști, 7 reformați ș.a.

## Lăcașuri de cult
- La Berindu exista in secolul al XVIII-lea o veche mănăstire, a cărei vechime este dificil de precizat. Mănăstirea era situată în mijlocul pădurii iobagilor (numită astăzi „a foștilor iobagi”), într-o poiană numită „la Vad”. Mănăstirea din Berindu era și un loc de pelerinaj pentru locuitorii satelor din jur. Vechea mănăstire se numea „Mănăstirea Berindului". Era posesiunea greco-catolicilor, dar nu locuia nimeni în ea. Avea loc arător de trei gălete și fânaț de șase care de fân. În 1763 preoții greco-catolici din Berindu s-au plâns guvernului că baronul Samuil Inczédi a confiscat averea mănăstirii. La acuza aceasta, baronul răspunde vehement la 2 ianuarie 1764: „quod attinet violentam per me factam occupationem territorii monasterii Berendiensis, non ut verum esset sed nihil quidquam a parte mea ibidem possidere omnibus notum sit"[4].
- O veche biserică de lemn românească (1715) din Berindu a fost transferată în localitatea învecinată Sumurducu.
- Biserica românească a fost pictată în interior în anul 1841.

## Personalități
- Vasile Ladislau Pop (1819-1875), președintele societății culturale ASTRA între 1867-1875. Amintirea „baronului Ladislau Pop” este păstrată cu venerație în localitatea în care el a văzut lumina zilei, și în care familia sa are încă numeroși descendenți. Gavril Pașca (Gavrișu Tetii), a cărui soție, Letiția Pop, a fost una dintre descendentele familiei baronului, povestea in vara anului 2007 următoarele: „Ladislau Pop o fost la seminarul religios și avut ceva ceartă cu episcopul. Și tată-s-o la căratul grâului i-o zis: „măi Vasilie, vlădica rămâne tot vlădică, dar din tine n-a fi nimică”. El când o cărat grâul și să făcea snopi, acolo s-o certat cu tată-so. Și Vasilie i-o zis: „Știi ce, tată? Pe mine nu mi-i mai vedea acasă până n-oi ajunge de-a dreapta împăratului”. Și s-o dus. Și n-o mai vinit. Și el o căpătat titlul de baron. Și o făcut cu Francisc Iosif de s-o dat loturi ajutătoare la oameni, că o fost sate unde n-o avut nimic, numa’ lucra oaminii pe moșiile boierilor. Mai sunt mulți din neamul lui în sat, și în Cluj, și în alte locuri. Este un Pop Vasile care și ala îi strănepotul lui.”

Un alt descendent al lui Vasile L. Pop, Emil Pop (Emilu Domnișorului) afirmă cu mândrie: „Străbunicul meu o fost [vice]-prim ministru pe vremea împăratului”. „Mama mea îmi spunea povești cu neamul nostru, era foarte mândră de el. O fost familie mare asta”. Ajunsă la un anumit statut social, familia Pop a pus în aplicare strategii matrimoniale specifice: „Așa era pe atunci, se interesa familia de unde vine fata, ce familie are, și căutau să fie de neam bun, să nu fie de neam slab, să nu se însoare băieții cu fete din neamuri mai sărace”.

## Galerie de imagini

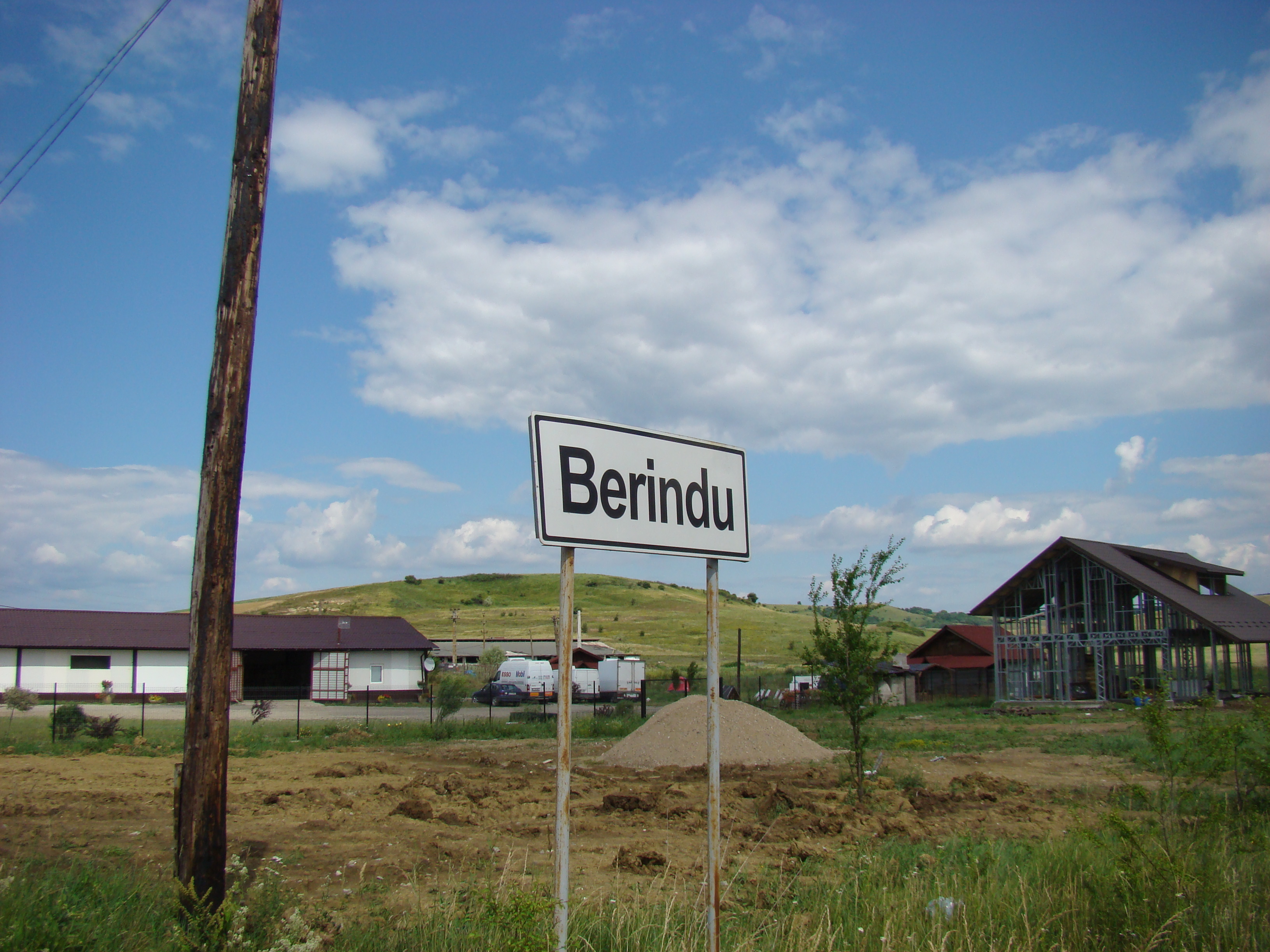
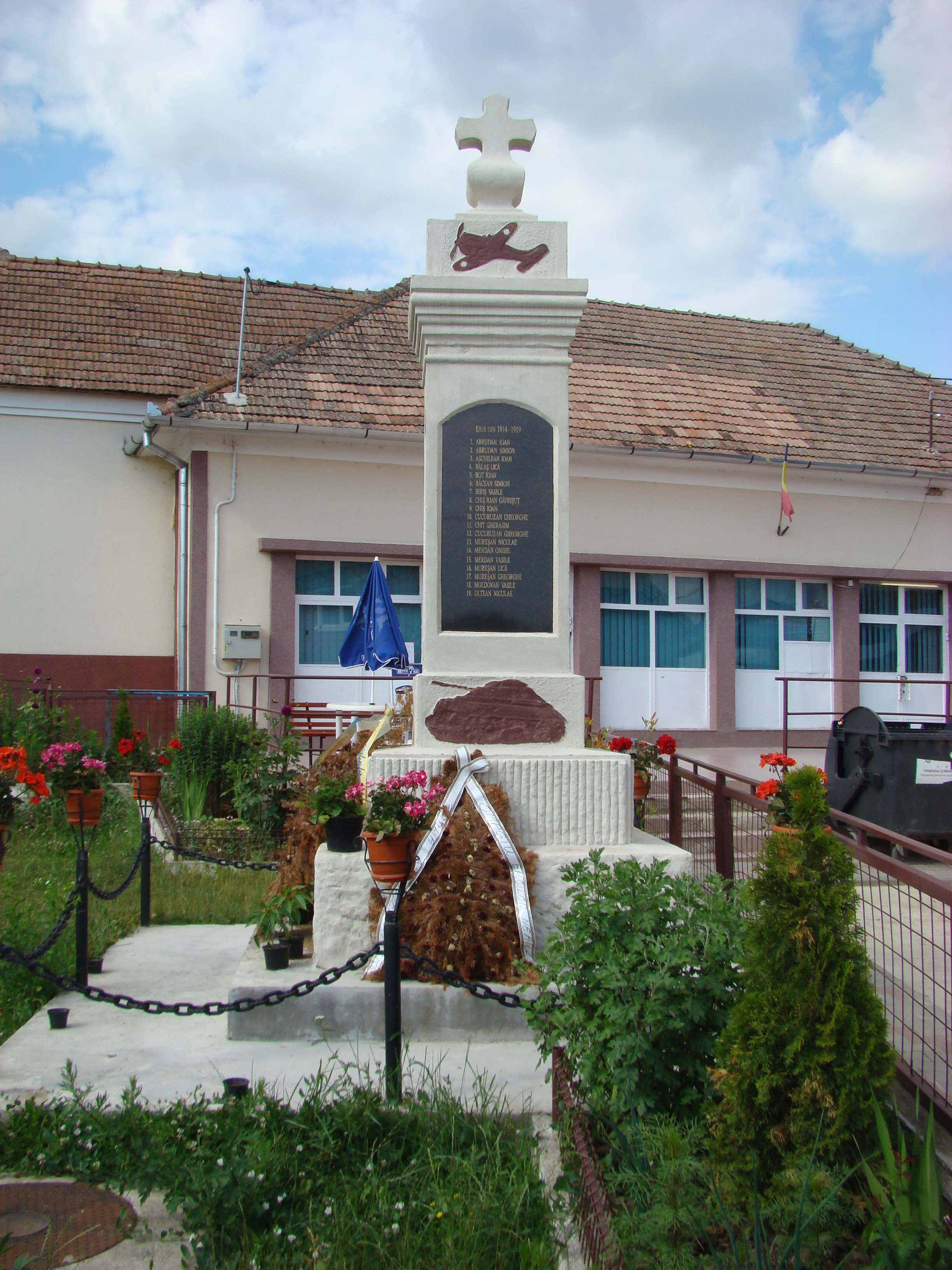
Monumentul Eroilor
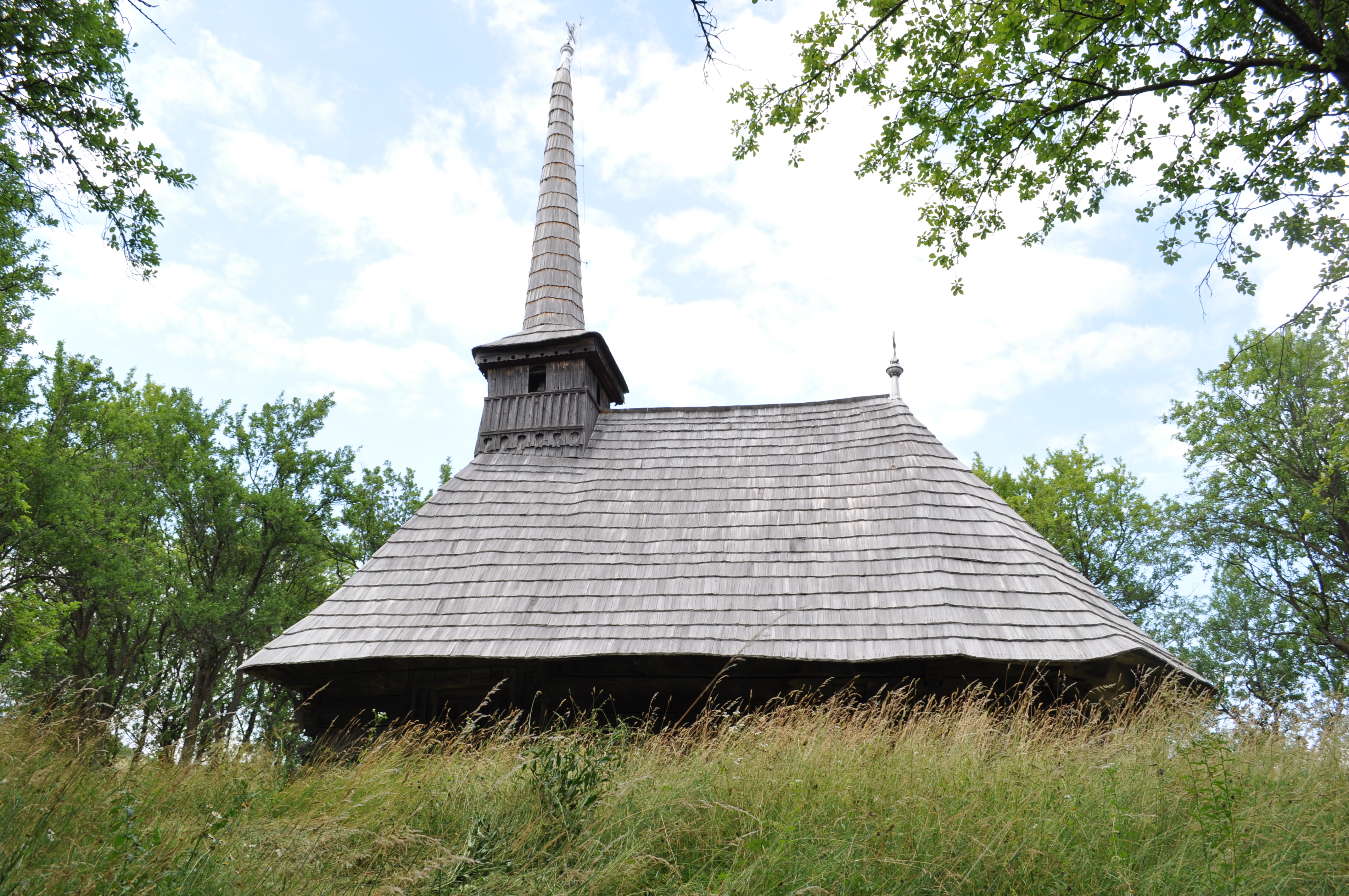
Biserica de lemn „Sfinții Arhangheli”
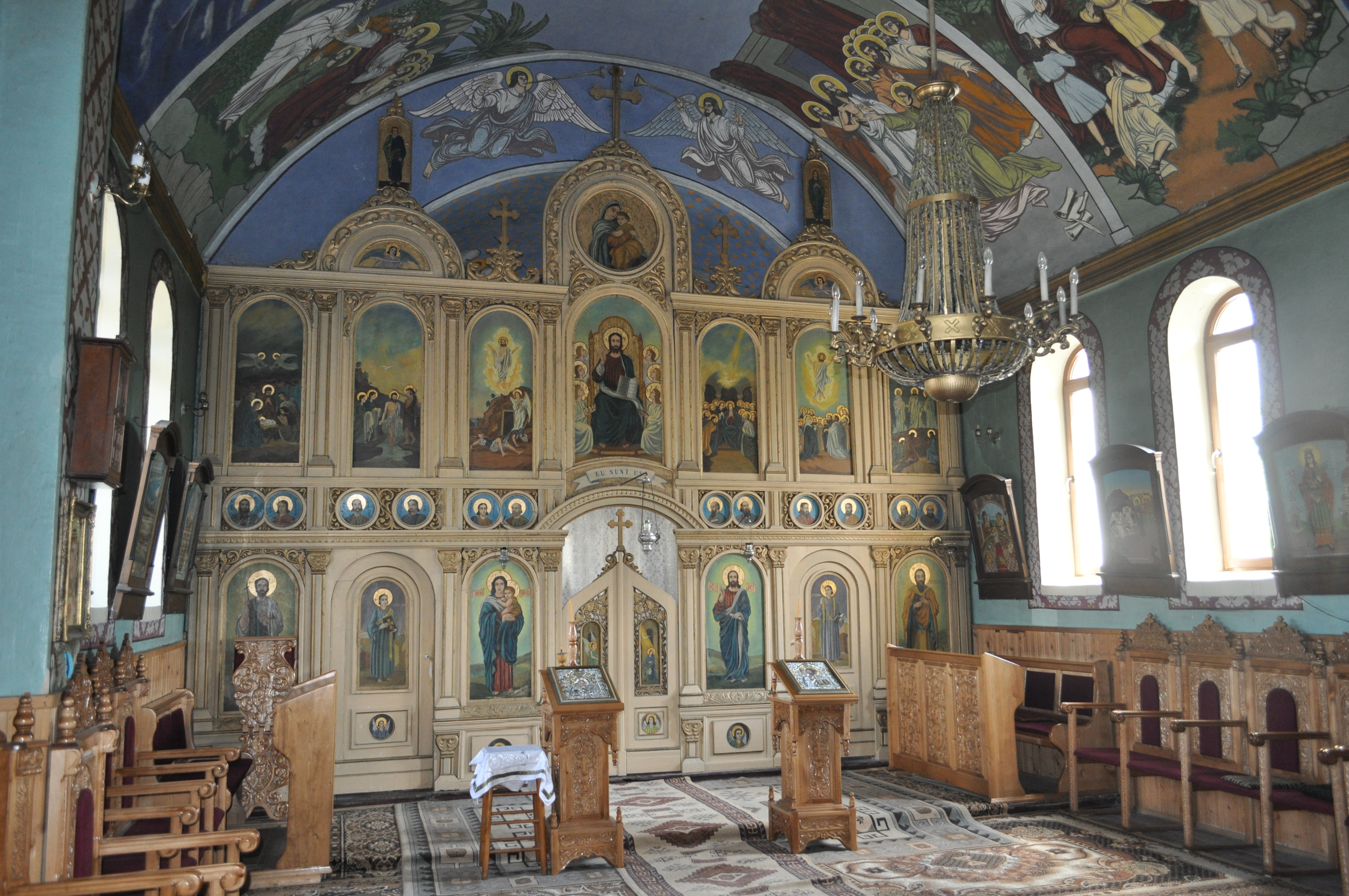
Biserica de zid „Adormirea Maicii Domnului”